# Айи-Теодори (Коринфия)
А́йи-Тео́дори (греч. Άγιοι Θεόδωροι) — малый город в Греции. Расположен на высоте 10 метров над уровнем моря, на Коринфском перешейке, соединяющем материковую Грецию и полуостров Пелопоннес, на побережье залива Сароникос Эгейского моря, у подножия гор Герания, в 19 километрах к востоку от Коринфа и в 52 километрах к западу от Афин, близ границы с Аттикой. Входит в общину Лутракион-Айи-Теодори в периферийной единице Коринфия в периферии Пелопоннес. Население 1679 жителей по переписи 2011 года.
Сообщество Айи-Теодори создано в 1912 году (ΦΕΚ 262Α), в 1994 году (ΦΕΚ 135Α) признано общиной, в 2010 году (ΦΕΚ 87Α) община упразднена. Площадь 98,03 квадратного километра.
Через город проходит автострада 8 «Олимпия», часть европейского маршрута E94. В городе находится железнодорожная станция «Айи-Теодори».
Город расположен на месте древнего города Кроммиона в Мегариде, отошедшего к Коринфу. Название города означает «город лука» и происходит от κρομμύδι «лук», по преданию происходит от Крома (Κρῶμος), сына Посейдона. По преданию кроммионская свинья породила огромного свирепого калидонского вепря.
До 1960-х годов представлял собой деревню. В конце 1960-х годов начато сооружение промышленных предприятий на западе Айи-Теодори. Западнее города находится нефтеперерабатывающий завод компании Motor Oil Hellas, крупнейшее предприятие в области. Пляж Айи-Теодори является популярным местом отдыха жителей Афин. Жители заняты в промышленности и туризме.

## Население
| Год  | Население, человек |
| ---- | ------------------ |
| 1991 | 3550               |
| 2001 | 4963               |
| 2011 | ↘ 4643             |